# WannaCry

Länder som ursprungligen påverkades i maj 2017.

WannaCry är ett ransomwareprogram som inriktar sig mot datorer med operativsystemet Microsoft Windows.

## Historik
Den 12 maj 2017 infekterade det över 230 000 datorer i 150 länder. Några av spridningsmetoderna är phishing-e-mail och, på system som inte var uppgraderade, en  datormask. Attacken beskrevs av Europol sakna likvärdigt motstycke.
WannaCry tros använda sig av säkerhetshålet EternalBlue som utvecklades av den amerikanska National Security Agency (NSA) för att kunna attackera datorer som använder Microsoft Windows som operativsystem. En säkerhetsuppdatering för att åtgärda felet utfärdades den 14 mars 2017, men saknade stöd för äldre versioner. Med orsak av spridningen utfärdade Microsoft uppdateringar även för äldre system som de inte längre ger support för, till exempel Windows XP.
Den 27 juni 2017 rapporterades att en variant av WannaCry drabbat Ukraina och Ryssland.